# Музей Берггрюна
Музей Берггрюн, Колекція Берггрюн (нім. Museum Berggruen) в берлінському районі Шарлоттенбург вважається однією з найцінніших колекцій мистецтва епохи класичного модерну. Як «жест примирення» колекціонер і торговець предметами мистецтва Хайнц Берггрюн передав її своєму рідному місту за ціною значно нижче її реальної вартості. Колекція славиться насамперед творами Пабло Пікассо, Альберто Джакометті, Жоржа Брака, Пауля Клеє і Анрі Матісса. Музей Берггрюн входить до складу Державних музеїв Берліна.

## Історія
Колекція повернулася до Берліна у 1996 року разом зі своїм власником, які перебували у вигнанні протягом шістдесяти років. Берггрюн збирав її протягом 30 років. Спочатку колекція була передана в тимчасове користування, а в грудні 2000 року Фонд прусської культурної спадщини придбав витвори мистецтва, які оцінювались в півтора мільярда німецьких марок, за 253 млн німецьких марок. В даний час колекція отримала назву «Колекція Берггрюн - Пікассо і його час» і в складі Національної галереї Берліна розміщується в західному корпусі штюлеровскої будівлі навпроти Шарлоттенбурзького палацу.
Колекція славиться більш ніж сотнею робіт Пікассо і більше 60 картинами Пауля Клее. Анрі Матісс представлений 20 своїми творами, серед яких кілька знаменитих силуетів. Ці перлини колекції Берггрюн знаходяться в оправі прекрасних скульптурних ансамблів Альберто Джакометті і зразків африканської скульптури.
З моменту відкриття музею в 1996 році Берггрюн продовжував послідовно купувати витвори мистецтва, в тому числі «Будинок на пагорбі» (Horta de Ebro) Пікассо 1909 року з нью-йоркського Музею сучасного мистецтва. У грудні 2000 року Берггрюн передав 165 творів живопису Фонду прусської культурної спадщини безоплатно.
У листопаді 2005 року Хайнц Берггрюн придбав в Нью-Йорку на аукціоні Сотбі за 13,7 млн доларів «Nu Jaune» 1907 року. Виконана гуашшю робота Пікассо є одним з перших ескізів до«Авіньйонських дівчат», що стали віхою в мистецтві XX ст.
У грудні 2006 року, йдучи на спочинок у віці 92 років, в честь десятирічного ювілею свого дітища меценат передав до музею скульптуру Альберто Джакометті «Велика стояча жінка III» 1960, яка вже експонувалася в ротонді музею в рамках міжмузейного обміну. Бажаючи зберегти двометрову бронзову статую в своїй колекції, що стала справою його життя, Берггрюн недовго думаючи викупив її і подарував Фонду прусської культурної спадщини. Через кілька тижнів 23 лютого 2007 року Берггрюн помер в Парижі .
Протягом десяти років, з 1996 по 2006 рік, музей Берггрюн відвідало понад 1,5 млн любителів мистецтва. Крім постійної експозиції «Пікассо і його час» в музеї працюють численні тематичні і спеціалізовані виставки, присвячені класиці модерну.

## Поповнення колекції
Продовжуючи традицію примирення свого батька з Німеччиною, спадкоємці колекціонера оголосили 16 липня 2007 року про передачу Музею Берггрюн ще 50 творів епохи класичного модерну. Починаючи з кінця 2000 року Берггрюн придбав ще 2000 картин, серед яких виділяються роботи Пікассо, Матісса, Клее і Сезанна. На підтримку розвитку і поповнення колекції влади федеральної землі Берлін на честь 50-річчя Фонду прусської культурної спадщини мають намір передати Музею Берггрюн будівлю Будинока коменданта, примикає до західного будівлі штюлеровскіх Казарм.
Одночасно була заснована «Група підтримки Музею Берггрюн», до складу якої увійшли вдова Берггрюн Беттіна і його діти Ніколас, Олів'є і Гелен.